# Who Do You Love?
Who Do You Love? è un brano musicale scritto e registrato da Bo Diddley nel 1956. La rivista Rolling Stone ha inserito la canzone al 132º posto nella sua Lista delle 500 migliori canzoni secondo Rolling Stone.

## Cover
Molti artisti hanno realizzato cover di Who Do You Love?, oltre alla versione dei George Thorogood del 1978 che ebbe un buon successo si segnala quella dei Quicksilver Messenger Service, su Happy Trails dove il brano apre e chiude la suite che occupa interamente il lato A del disco.
Altre versioni di:
- Bachman & Cummings
- The Blues Magoos
- The Blues Project
- Tim Buckley nell'album live Dream Letter - Live in London 1968
- Cross Canadian Ragweed
- Dion DiMucci
- The 101'ers
- The Doors
- The Fabulous Thunderbirds
- Rory Gallagher
- The Grateful Dead
- Golden Earring
- Gov't Mule
- John P. Hammond
- Ronnie Hawkins with The Band
- Hoodoo Gurus come 'Hoodoo You Love'.
- The Jesus and Mary Chain nell'album Barbed Wire Kisses
- Jack Johnson
- Jessica's Crime
- Juicy Lucy
- Maciej Maleńczuk
- The Meteors
- The Misunderstood
- Nash the Slash
- The Raconteurs
- Paul Roland
- The Rolling Stones
- Tom Rush
- Santana
- Bob Seger
- Smith
- Patti Smith[2]
- Bruce Springsteen la utilizzò mixata con She's The One durante il tour del 1988
- George Thorogood and the Destroyers[3]
- Townes Van Zandt nell'album live Live at the Old Quarter, Houston, Texas
- UFO
- The Woolies nella raccolta Nuggets
- The Yardbirds registrata live nel 1963 ed inserita nella versione del 2003 dell'album Five Live Yardbirds